# Colli Etruschi Viterbesi Merlot
Il Colli Etruschi Viterbesi Merlot è un vino DOC la cui produzione è consentita nella provincia di Viterbo.

## Caratteristiche organolettiche
- colore: rosso rubino con riflessi violacei
- odore: gradevole, leggermente erbaceo
- sapore: pieno, morbido, armonico, giustamente tannico, con leggero retrogusto erbaceo

## Produzione
Provincia, stagione, volume in ettolitri
- nessun dato disponibile